# Scalpay (Innere Hebriden)
Scalpay (schottisch-gälisch: Sgalpaigh, deutsch „Schiffsinsel“) ist eine schottische Insel, die zu den Inneren Hebriden gehört. Sie liegt nahe der Nordostküste von Skye nordwestlich des Ortes Broadford und südlich der Insel Raasay. Die Insel ist 24,8 km² groß. Der höchste Punkt Scalpays ist mit 398 Metern der Berg Mullach na Càrn. 2011 lebten vier Personen auf Scalpay.
Die Insel befindet sich in Privatbesitz. Es gibt dort eine Rotwild-Farm. Die Insel ist hauptsächlich von Heidelandschaft geprägt, wurde früher aber auch forstwirtschaftlich genutzt. Auf der Insel leben das Besitzerehepaar und zwei Angestellte.
Die Insel gehörte ab etwa 1890 dem Schiffsmagnaten Donald Currie, auf dessen Initiative hier die ersten Straßen gebaut wurden und größere Aufforstungsmaßnahmen durchgeführt wurden.
Im gälischen Sprachgebrauch wird die Insel oft Sgalpaigh an t-Sratha genannt, um sie von Sgalpaigh in der Nähe von Harris zu unterscheiden.
Scalpay gehört ebenso wie die kleineren, weiter östlich gelegenen Inseln Longay und Pabay zur Civil parish Strath, deren Hauptteil auf Skye liegt und zu der auch der Ort Broadford gehört.